# Phyllosticta valerianae
Phyllosticta valerianae är en svampart som beskrevs av A.L. Sm. & Ramsb. 1915. Phyllosticta valerianae ingår i släktet Phyllosticta och familjen Botryosphaeriaceae.   Inga underarter finns listade i Catalogue of Life.